# 埃尔米龙
埃尔米龙，是西班牙卡斯蒂利亚-莱昂阿维拉省的一个市镇。 总面积31km2, 总人口234人（2001年），人口密度8人/km2。